# Laird (Ontario)
Laird es un municipio canadiense situado en la provincia de Ontario.

## Superficie
Laird tiene una superficie de 103,25 km².

## Demografía
En 2021, tenía 1121 habitantes, una densidad poblacional de 10,9 hab./km², y 560 viviendas.